# M2 (기업)
유한회사 M2는 일본의 비디오 게임 개발사 및 배급사이다. 세가의 세가 에이지스, 닌텐도의 버추얼 콘솔 서비스 및 3D 클래식스 시리즈 등 각종 오래된 게임들의 에뮬레이션에 필요한 소프트웨어 개발을 주로 담당한다.

## 개발 게임 목록

### 아케이드
- 《판타지 존 II: 오파오파의 눈물》
- 《스컬걸즈: 2nd 앙코르》

### Wii
- Wii 버추얼 콘솔 - 메가 드라이브, 세가 마스터 시스템, MSX, 아케이드 (세가)
- 《콘트라 리버스》
- 《캐슬바니아: 디 어드벤처 리버스》
- 《그라디우스 리버스》

### Wii U
- Wii U 버추얼 콘솔 - 게임보이 어드밴스

### 내용주
1. ↑  有限会社Ｍ２, M2 Co., Ltd.

### 참조주
1. ↑  “Sega Announces AGES For Nintendo Switch, Mega Drive Mini Console”. 《Nintendolife》. 2018년 4월 15일에 확인함.